# 潮丸元康
潮丸 元康（うしおまる もとやす、1978年5月11日 - 2019年12月13日）は、静岡市葵区出身で東関部屋所属の元大相撲力士。本名は佐野 元泰（さの もとやす）、愛称は「ウッシー」。現役時は身長176cm、体重169kg。最高位は西前頭10枚目（2002年11月場所）。生前は年寄・東関として、東関部屋の師匠を務めていた。
現役時代は童顔と相撲人形のような体つきでファンの人気を集めた。その丸々としたあんこ型の体型を生かした突き押し相撲を得意としたほか、差し身が良く、もろ差しや右差しの体勢からの寄りを見せる事も多かった。
明るい性格でカラオケを趣味としていた。血液型はB型。

## 来歴
一人っ子として生まれる。小学生時代にはソフトボールを経験した。中学では野球部に所属し、一塁手と4番打者を務めた。生徒会長も務めた。身体が大きかったため、特注のユニフォームを製造する会社の社長の紹介により、東関親方（元関脇・高見山）からスカウトされた。相撲は未経験だったものの、母親を楽にしてあげたいとの気持ちから入門する決意を固めた。
中学卒業後に東関部屋に入門し、1994年3月場所において初土俵を踏んだ。2002年1月場所で新十両へ昇進し、その1月場所では11勝4敗の好成績を挙げた。同年7月場所では13勝2敗の成績を挙げて初の十両優勝を果たし、翌9月場所には新入幕を果たした。新入幕の場所こそ勝ち越したものの、その後は左膝・左脚の怪我に悩まされて幕内と十両の往復に終始した。2005年には幕下に2度陥落したが、いずれもすぐに十両に復帰している。
2007年のハワイ巡業の際に、ハワイの地元紙「ホノルルアドバタイザー」にて、師匠の東関親方から後継者に指名されていた。同年の5月には結婚している。
師匠である東関親方の定年退職を目前に控えた2009年5月場所を6勝9敗の成績で終えた後、同場所の千秋楽である同年5月24日に引退を表明し、北の湖が所有する名跡を借りて年寄・小野川を襲名した。同年6月16日に東関親方が定年退職したことに伴い、年寄・東関に名跡変更し、師匠である12代東関と同じ「東関大五郎」の年寄名を名乗り、13代東関を襲名して東関部屋を継承した。
2010年1月31日には「潮丸引退東関襲名披露大相撲」（断髪式）が催された。引退相撲では同部屋の現役力士である高見盛との割が組まれ、この「最後の一番」を勝利で飾った。止め鋏は先代の東関親方が入れた。
2012年の役員改選と同時に行われた新たな職務分掌では、平年寄としては異例となる勝負審判に就任した。この役員改選前の地位は平年寄で、勝負審判は現役時代の最高位が前頭2枚目以上でかつ委員の親方が原則として務めることとなっていたが、役員改選後も昇格はせずにそのまま平年寄に留め置かれた（2013年2月に主任へ昇格）。
2012年12月25日に胸椎後縦靱帯骨化症で入院して手術を受けた。手術を前に、病気が判明した後の2012年11月場所より審判の職務を休んでおり、代わりに一門の千田川親方（元小結・闘牙）が代理を務めている。手術後も１か月近く入院していたが、2013年1月場所中に退院し、同場所千秋楽にて現役を引退した高見盛の引退記者会見にも同席した。同年の春巡業において職務へ復帰している。
師匠としては、弟子たちに毎日ノートを提出させ、その日の相撲や稽古の反省、その他思うことを報告させることで弟子との密なコミュニケーションを図っている。また、支持者のふりをして近づく反社会的勢力を排除するため、金銭の発生する会合に弟子が出るときは必ず報告を義務付けていた。
2018年末から体調不良のため、本場所を休場していたが、2019年12月13日21時52分、血管肉腫のため、東京都葛飾区の自宅（東関部屋）で死去。41歳没。14日に故人の夫人であるおかみと部屋付きの振分親方（元小結・高見盛）がマスコミ取材に応じた。故人は7日から再入院をしており、10日ごろに意識が朦朧となったという。延岡合宿をしていた部屋は11日に帰京し、11日昼に振分親方が病院で面会をしたという。振分親方は「呼吸器は付けていましたが、聞こえる声で『お疲れさま』と言ってくれた」と明かし、「兄弟子で稽古もつけてもらい、胸も出してもらった。身も心も強い人だった。ショックです」と故人を悼んだ。12日昼に東関部屋に戻ったのは、「力士たちに会いたい」とのかねてからの望みをかなえるため、おかみが担当医師に頼んでのことであった。最期は弟子一人ひとりの手を握りながら名前を呼び、最後の名前を口にしたところで呼吸がなくなり、それから一日後の13日夜に息を引き取った。当日、深夜にも関わらず、先代東関親方の渡辺大五郎、一門の八角理事長ら相撲関係者が弔問に訪れたという。14日に行われた沖縄巡業では、同じ一門の隠岐の海は「ショックです。自分が若い衆の時には出稽古でよく胸を貸していただいた。かわいがってもらった」と話し、朝乃山は「関取として（昨年2月の）土俵開きの際は稽古をさせていただいた。すごく残念」と早すぎる死を悼んだ。同年9月に師匠を亡くした鶴竜は遺された弟子たちを思いやり「師匠を亡くす悲しみは分かる」と語っている。18日に営まれた通夜には兄弟子の元横綱・曙も参列し、「悲しい、早すぎる」と涙を拭った。東関部屋師匠は部屋付きの振分親方（元小結・高見盛）が翌年1月30日に継承した。なお、曙も2024年4月に54歳で亡くなった。

## 略歴
- 1994年3月場所‐初土俵
- 2002年1月場所‐新十両
- 2002年7月場所‐十両優勝
- 2002年9月場所‐新入幕、勝ち越し
- 2002年11月場所‐自己最高位前頭10枚目に昇進したが、しかし途中休場となって十両に陥落した。
- 2003年7月場所‐再入幕（2）
- 2004年1月場所‐再入幕（3）
- 2005年5月場所‐この年2回目の幕下での土俵であったが、全勝で幕下優勝。
- 2006年3月場所‐再入幕（4）
- 2006年11月場所‐再入幕（5）
- 2007年1月場所‐新入幕の場所以来26場所ぶりの幕内での勝ち越し
- 2009年5月場所‐引退

## エピソード
- 現役時代の四股名であった潮丸は福島県白河市の後援会が命名した。一時期四股名を「天福」としていた時期もあったが、「転覆」に通じるので「潮丸」に改名したという。
- 阿武松部屋の片山とともに静岡県出身の関取として、日刊スポーツ新聞社の静岡版記事では並んで取り上げられる事が多かった。なお、両者の対戦は相撲界の静岡ダービーと紹介される事もあった。
- 2007年1月7日に放映された関西テレビ『発掘!あるある大事典II』で、納豆にダイエット効果があるという話を聞いて、同年1月場所中に納豆40パックを食べたが、千秋楽近くになって番組内容が捏造だったことを知り、「金返してほしいぐらいです。ま、2000円くらいですけどね」と立腹した。（ちなみにこの1月場所では、26場所ぶりに幕内で勝ち越した）。なお、ダイエット効果よりも代謝が良くなったり血液中の有害物質を壊す効果を期待していたそうで結局体重は変わらなかったという[10]。
- 『相撲』2013年6月号増刊　『大相撲　愛された男　高見盛伝説』では弟弟子であり先代から引き継いだ弟子でもあった高見盛の取り口について証言しており、概して「学生時代までは鉄砲柱で作り上げた右肩のコブでカチ上げる相撲を得意としていたが、入門直後に兄弟子から修正を求められてしまい、これが影響して大相撲では大成しなかった。」と主張している。
- 雅山と仲が良く、潮丸の死後には彼が潮丸の遺志を汲んで旧東関部屋の行っていた葛飾区の町興しを引き継いだ[11]。

## 主な成績
- 通算成績：482勝448敗51休 勝率.518
- 幕内成績：68勝92敗20休 勝率.425
- 現役在位：92場所
- 幕内在位：12場所

### 各段優勝
- 十両優勝：1回（2002年7月場所）
- 幕下優勝：1回（2005年5月場所）

### 場所別成績
| | 一月場所 初場所（東京） | 三月場所 春場所（大阪） | 五月場所 夏場所（東京）  | 七月場所 名古屋場所（愛知） | 九月場所 秋場所（東京） | 十一月場所 九州場所（福岡） |
| --- | ----------------------- | ----------------------- | ------------------------ | --------------------------- | ----------------------- | --------------------------- |
| 1994年 （平成6年） | x                       | （前相撲）              | 東序ノ口17枚目 5–2       | 東序二段166枚目 3–4         | 西序二段192枚目 6–1     | 東序二段90枚目 2–5          |
| 1995年 （平成7年） | 東序二段123枚目 4–3     | 西序二段95枚目 4–3      | 東序二段67枚目 4–3       | 西序二段40枚目 2–5          | 西序二段79枚目 5–2      | 西序二段35枚目 5–2          |
| 1996年 （平成8年） | 東三段目91枚目 4–3      | 西三段目74枚目 2–5      | 西序二段7枚目 6–1        | 東三段目51枚目 3–4          | 西三段目66枚目 5–2      | 西三段目34枚目 2–5          |
| 1997年 （平成9年） | 西三段目64枚目 4–3      | 東三段目47枚目 4–3      | 西三段目32枚目 4–3       | 西三段目17枚目 5–2          | 東幕下53枚目 5–2        | 西幕下33枚目 4–3            |
| 1998年 （平成10年） | 東幕下25枚目 3–4        | 西幕下35枚目 2–5        | 東幕下55枚目 4–3         | 西幕下46枚目 5–2            | 西幕下31枚目 1–6        | 東幕下55枚目 3–4            |
| 1999年 （平成11年） | 東三段目7枚目 6–1       | 西幕下36枚目 6–1        | 西幕下16枚目 4–3         | 東幕下11枚目 4–3            | 東幕下6枚目 2–5         | 西幕下17枚目 4–3            |
| 2000年 （平成12年） | 東幕下13枚目 1–6        | 東幕下35枚目 6–1        | 東幕下16枚目 3–4         | 東幕下24枚目 4–3            | 東幕下18枚目 3–4        | 西幕下25枚目 6–1            |
| 2001年 （平成13年） | 西幕下9枚目 2–5         | 西幕下22枚目 6–1        | 西幕下8枚目 4–3          | 西幕下5枚目 4–3             | 東幕下3枚目 4–3         | 西幕下筆頭 5–2              |
| 2002年 （平成14年） | 東十両11枚目 11–4       | 東十両5枚目 6–8–1       | 西十両8枚目 休場 0–0–15  | 西十両8枚目 優勝 13–2       | 東前頭15枚目 9–6        | 西前頭10枚目 3–7–5          |
| 2003年 （平成15年） | 西十両4枚目 休場 0–0–15 | 西十両4枚目 8–7         | 西十両2枚目 9–6          | 東前頭14枚目 7–8            | 西前頭15枚目 6–9        | 東十両4枚目 11–4            |
| 2004年 （平成16年） | 東前頭14枚目 7–8        | 西前頭14枚目 7–8        | 東前頭15枚目 休場 0–0–15 | 西十両7枚目 7–8             | 東十両8枚目 6–9         | 西十両11枚目 5–10           |
| 2005年 （平成17年） | 東幕下3枚目 5–2         | 東十両13枚目 5–10       | 東幕下4枚目 優勝 7–0     | 西十両9枚目 9–6             | 西十両4枚目 6–9         | 東十両7枚目 9–6             |
| 2006年 （平成18年） | 西十両2枚目 9–6         | 東前頭16枚目 4–11       | 東十両6枚目 8–7          | 東十両3枚目 8–7             | 西十両2枚目 9–6         | 東前頭12枚目 5–10           |
| 2007年 （平成19年） | 西前頭15枚目 9–6        | 東前頭12枚目 6–9        | 東前頭15枚目 5–10        | 東十両2枚目 6–9             | 東十両4枚目 6–9         | 西十両7枚目 8–7             |
| 2008年 （平成20年） | 東十両6枚目 5–10        | 西十両10枚目 8–7        | 東十両7枚目 7–8          | 西十両7枚目 6–9             | 西十両11枚目 7–8        | 東十両13枚目 8–7            |
| 2009年 （平成21年） | 東十両12枚目 9–6        | 西十両5枚目 7–8         | 東十両7枚目 引退 6–9–0   | x                           | x                       | x                           |
| 各欄の数字は、「勝ち-負け-休場」を示す。 優勝 引退 休場 十両 幕下 三賞：敢=敢闘賞、殊=殊勲賞、技=技能賞 その他：★=金星 番付階級：幕内 - 十両 - 幕下 - 三段目 - 序二段 - 序ノ口 幕内序列：横綱 - 大関 - 関脇 - 小結 - 前頭（「#数字」は各位内の序列） |                         |                         |                          |                             |                         |                             |

### 幕内対戦成績
| 力士名   | 勝数 | 負数 | 力士名   | 勝数 | 負数 | 力士名 | 勝数 | 負数 | 力士名 | 勝数 | 負数 |
| -------- | ---- | ---- | -------- | ---- | ---- | ------ | ---- | ---- | ------ | ---- | ---- |
| 蒼樹山   | 1    | 0    | 安芸乃島 | 1    | 1    | 朝赤龍 | 1    | 1    | 朝乃若 | 1    | 3    |
| 安壮富士 | 2    | 0    | 安美錦   | 2    | 2    | 岩木山 | 3    | 2    | 皇司   | 2    | 5    |
| 海鵬     | 2    | 2    | 垣添     | 0    | 2    | 鶴竜   | 1    | 0    | 春日王 | 2    | 2    |
| 春日錦   | 2    | 4    | 片山     | 0    | 1    | 北桜   | 2    | 1    | 旭鷲山 | 1    | 1    |
| 旭天鵬   | 0    | 1    | 金開山   | 0    | 2    | 五城楼 | 1    | 0    | 琴ノ若 | 0    | 1    |
| 琴光喜   | 0    | 1    | 琴龍     | 0    | 2(1) | 里山   | 0    | 1    | 霜鳳   | 1    | 1    |
| 十文字   | 0    | 3    | 大善     | 1    | 0    | 貴ノ浪 | 2    | 0    | 隆乃若 | 1    | 0    |
| 豪風     | 1    | 0    | 玉春日   | 2    | 3    | 玉乃島 | 2    | 2    | 玉力道 | 1    | 1    |
| 千代天山 | 1    | 0    | 出島     | 1    | 1    | 闘牙   | 0    | 2    | 時津海 | 2    | 1    |
| 時天空   | 0    | 1    | 土佐ノ海 | 1    | 2    | 栃煌山 | 0    | 1    | 栃栄   | 2    | 1    |
| 栃乃洋   | 2    | 2    | 栃乃花   | 2    | 5    | 豊桜   | 4    | 0    | 豊ノ島 | 0    | 2    |
| 白露山   | 3    | 1    | 追風海   | 1    | 0    | 春ノ山 | 0    | 1(1) | 普天王 | 2    | 2    |
| 寶智山   | 0    | 1    | 豊真将   | 0    | 1    | 雅山   | 0    | 2    | 燁司   | 0    | 3    |
| 嘉風     | 1    | 2    | 龍皇     | 0    | 1    | 若兎馬 | 0    | 2    | 若の里 | 0    | 1    |
| 和歌乃山 | 3    | 2    |          |      |      |        |      |      |        |      |      |

## 改名歴
- 高見佐野 元泰（たかみさの もとやす）1994年3月場所-1995年1月場所
- 天福 元泰（てんぷく －）1995年3月場所-1995年9月場所
- 潮丸 元康（うしおまる －）1995年11月場所-2009年5月場所

## 年寄変遷
- 小野川 元康（おのがわ もとやす）2009年5月25日-2009年6月15日
- 東関 大五郎（あずまぜき だいごろう）2009年6月16日-2019年12月13日